# Teodor (Jackowski)
Teodor, imię świeckie Konstantin Michajłowicz Jackowski, także spotykany wariant Jakowcewski (ur. 16 grudnia?/28 grudnia 1866 w Tierwieniczach, zm. 23 października 1937) – rosyjski biskup prawosławny.

## Życiorys
Wykształcenie teologiczne uzyskał w seminarium duchownym w Nowogrodzie, które ukończył w 1886. Następnie pracował w tym samym seminarium przez rok. Święcenia kapłańskiej przyjął 25 stycznia 1888, po czym podjął służbę duszpasterską w cerkwi św. Mikołaja i Ikony Matki Bożej „Znak” w Nowogrodzie. Od 1889 był także katechetą w otwartej z jego inicjatywy szkole parafialnej przy tejże świątyni. Od 1898 był dziekanem III dekanatu nowogrodzkiego i członkiem eparchialnego konsystorza, służył w cmentarnej cerkwi Tichwińskiej Ikony Matki Bożej, zaś od 1901 uczył dodatkowo religii w miejscowej szkole ziemskiej, a od 1908 – w IX szkole parafialnej. 
W 1914 otrzymał godność protoprezbitera. Dziesięć lat później złożył wieczyste śluby mnisze, przyjmując imię Teodor. Tego samego dnia (22 marca) otrzymał godność archimandryty, a następnie został wyświęcony na biskupa ustiuskiego, wikariusza eparchii nowogrodzkiej. Już w kwietniu tego samego roku jego tytuł uległ zmianie na biskup staroruski. Od 1926 nie prowadził czynnej działalności duszpasterskiej, być może przebywał wówczas w więzieniu. W 1929 został biskupem nowotorskim, wikariuszem eparchii twerskiej. W 1930 przeniesiono go na katedrę ołoniecką i pietrozawodzką, na której pozostawał przez cztery lata. W 1934 otrzymał nominację na biskupa rybińskiego, jednak odmówił opuszczenia Ołońca i pozostał na dotychczasowym urzędzie. W tym samym roku otrzymał godność arcybiskupa. W 1935 przeniesiono go na katedrę pskowską, na której przebywał rok. W 1936 został biskupem włodzimierskim i suzdalskim. W lipcu następnego roku został aresztowany za umożliwianie pracy duszpasterskiej w swojej administraturze duchownym z całego kraju, którzy musieli opuścić dotychczasowe miejsce zamieszkania po zamknięciu cerkwi, w których służyli.
Z powodu takiej działalności biskup Teodor został oskarżony o zorganizowanie kontrrewolucyjnej organizacji cerkiewnej, utworzenia z duchowieństwa grupy antyradzieckiej, organizację w swoim mieszkaniu spotkań, w czasie których prowadzona była agitacja kontrrewolucyjna, a następnie rozprzestrzeniane były plotki o analogicznym charakterze. Skazany na śmierć, został rozstrzelany 23 października 1937, dzień po wydaniu wyroku. W 1989 został w pełni zrehabilitowany.